# جون وجون (فلم)
جون وجون (بالإنجليزية: John and John) هو فيلم إثارة غاني يُصوّر صديقين كان كلاهما يُدعى جون. خدع جون الأول رجلاً ببيعه ذهبًا مزيفًا فهرب الصديقانِ بالمال لكن سيارتهما تعطلت فأقاما في بيت ضيافة. عندما كان الاثنانِ يجرانِ حقيبتهما، سقطت الحقيبةُ على الأرض وأثارت قلق الضيوف والعاملين في الفندق حيث أراد الجميع سرقة المال.

## خلفيّة
الفيلمُ عبارةٌ عن طبعةٍ جديدةٍ وغير مصرح بها لفيلم جنوب أفريقي عنوانه سكيم (بالإنجليزية: Skeem) والذي كتبه وأخرجه تيموثي غريني عام 2011. تواصل صحفيون غانيون عام 2017 مع غريني للتحقق من ادعاء أسامواه بأنه حصل على إذن لإعادة تصوير نسخةٍ من الفيلم فتأكّدوا من أنه لن يفعل، لكنّ أسامواه وافق على شراء حقوق طبعة جديدة ولم يفعل ذلك فعلًا. لم يتخذ غريني أيّ إجراء قانوني ضدّ أسامواه لأن تكلفة متابعة قضية الملكية الفكرية ضده لن تكون فعالة من حيث التكلفة.

## طاقم التمثيل
هذه قائمةٌ بأبرز الممثلين والممثلات الذين شاركوا في تصوير الفيلم:
- كوادو نكانساه
- ريتشارد أسانتي
- بيت إدوتشي
- نانا آما ماكبراون
- جوسلين دوماس
- باتريشيا أوبوكو أجيمانج
- برنارد ناركو
- سيلي جالي
- سلمى مومن
- جون دوميلو
- أبيكو سانتانا
- جريسى نورتي
- جريس أومابو
- موشا بودونج
- فلَّا مكافوي
- جيمس جاردينر
- عمر كروب